# Dezoito províncias

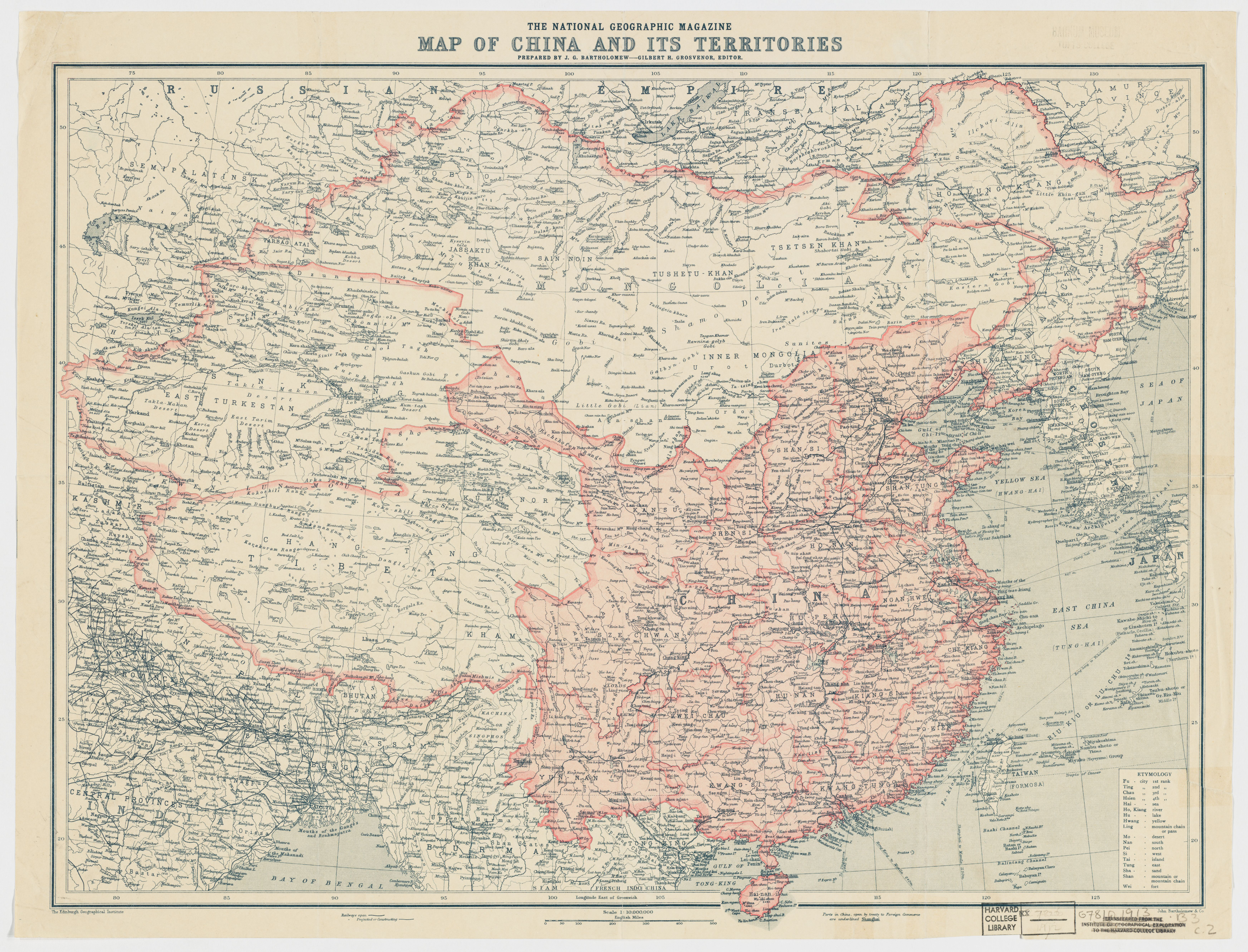
As dezoito províncias da China propriamente dita em 1875, antes da separação de Taiwan de Fuquiém em 1885 e sua anexação pelo Japão em 1895

China Interior 內地十八省, 中國本土 ou Dezoito Províncias 關內十八省 ou  China propriamente dita, foi um termo usado por alguns autores ocidentais para se referirem às regiões "nucleares" tradicionais da China. A designação foi usada pela primeira vez durante a  a dinastia manchu Qing para expressar uma distinção entre as regiões centrais, há muito dominadas pela população maioritária han, das regiões fronteiriças da China, por vezes conhecidas com China Exterior, onde residiam muitas minorias não han e novos imigrantes, como russos.
Não há uma extensão fixa para "China propriamente dita", pois essa designação é usada para expressar o contraste entre as regiões centrais e fronteiriças da China sob múltiplas perspectivas: histórica, administrativa, cultural e lingüística. Ao longo da história da China ocorreram muitas mudanças administrativas, culturais e linguísticas. Uma definição refere-se à área original da civilização chinesa, a Planície Central [en] (parte da Planície do Norte da China [en]); outro ao sistema de "Dezoito Províncias" da dinastia Qing. Não há tradução direta para "China propriamente dita" no idioma chinês devido a diferenças na terminologia usada pelos Qing para se referir às regiões e a expressão é controversa entre os estudiosos, principalmente na China, devido a reivindicações territoriais nacionais.